# Ѯ
ساي (Ѯ، ѯ) حرف من حروف الأبجدية السيريلية الـمنحلة، وينطق حرف ساي باليونانية (Ξ، ξ)، وهي تستخدم عادة في التلاوات التي يردد بها في الكنائس الـمسيحية.

## مصدر
1. ↑  omniglot.com; retrieved 2010-11-20 نسخة محفوظة 29 نوفمبر 2017 على موقع واي باك مشين.

| الحروف الكيريلية | الحروف الكيريلية | الحروف الكيريلية | الحروف الكيريلية | الحروف الكيريلية | الحروف الكيريلية | الحروف الكيريلية | الحروف الكيريلية | الحروف الكيريلية | الحروف الكيريلية | الحروف الكيريلية | الحروف الكيريلية | الحروف الكيريلية | الحروف الكيريلية | الحروف الكيريلية | الحروف الكيريلية | الحروف الكيريلية | الحروف الكيريلية | الحروف الكيريلية | الحروف الكيريلية | الحروف الكيريلية | الحروف الكيريلية | الحروف الكيريلية | الحروف الكيريلية |
| ---------------- | ---------------- | ---------------- | ---------------- | ---------------- | ---------------- | ---------------- | ---------------- | ---------------- | ---------------- | ---------------- | ---------------- | ---------------- | ---------------- | ---------------- | ---------------- | ---------------- | ---------------- | ---------------- | ---------------- | ---------------- | ---------------- | ---------------- | ---------------- |
| Аа               | Бб               | Вв               | Гг               | Ґґ               | Ѓѓ               | Дд               | Ђђ               | Ее               | Ѐѐ               | Ёё               | Єє               | Жж               | Зз               | Ѕѕ               | Ии               | Ѝѝ               | Іі               | Її               | Йй               | Јј               | Кк               | Ќќ               | Лл               |
| Љљ               | Мм               | Нн               | Њњ               | Оо               | Пп               | Рр               | Сс               | Тт               | Ћћ               | Уу               | Ўў               | Фф               | Хх               | Цц               | Чч               | Џџ               | Шш               | Щщ               | Ъъ               | Ыы               | Ьь               | Ээ               | Юю               |
| Яя               |                  |                  |                  |                  |                  |                  |                  |                  |                  |                  |                  |                  |                  |                  |                  |                  |                  |                  |                  |                  |                  |                  |                  |
| غير الصقلبية     |                  |                  |                  |                  |                  |                  |                  |                  |                  |                  |                  |                  |                  |                  |                  |                  |                  |                  |                  |                  |                  |                  |                  |
| Ӑӑ               | Ӓӓ               | Әә               | Ӛӛ               | Ӕӕ               | Ғғ               | Ӷӷ               | Ӻӻ               | Ԁԁ               | Ԃԃ               | Ҕҕ               | Ӗӗ               | Ҽҽ               | Ҿҿ               | Ӂӂ               | Җҗ               | Ӝӝ               | Ҙҙ               | Ӟӟ               | Ԑԑ               | Ӡӡ               | Ԅԅ               | Ԇԇ               | Ӥӥ               |
| Ӣӣ               | Ӏ                | Ҋҋ               | Ққ               | Ҟҟ               | Ҡҡ               | Ӄӄ               | Ҝҝ               | Ԟԟ               | Ԛԛ               | Ӆӆ               | Ԉԉ               | Ԓԓ               | Ӎӎ               | Ҥҥ               | Ңң               | Ӊӊ               | Ӈӈ               | Ԋԋ               | Ӧӧ               | Өө               | Ӫӫ               | Ҩҩ               | Ҧҧ               |
| Ҏҏ               | Ҫҫ               | Ԍԍ               | Ҭҭ               | Ԏԏ               | Ӳӳ               | Ӱӱ               | Ӯӯ               | Үү               | Ұұ               | Ҳҳ               | Ӽӽ               | Ӿӿ               | Һһ               | Ҵҵ               | Ӵӵ               | Ҷҷ               | Ӌӌ               | Ҹҹ               | Ӹӹ               | Ҍҍ               | Ӭӭ               | Ѥѥ               |                  |
| القديمة          |                  |                  |                  |                  |                  |                  |                  |                  |                  |                  |                  |                  |                  |                  |                  |                  |                  |                  |                  |                  |                  |                  |                  |
| Ҁҁ               | Ѹѹ               | Ѡѡ               | Ѿѿ               | Ѻѻ               | Ѣѣ               | Ꙗꙗ               | Ѥѥ               | Ꙓꙓ               | Ѧѧ               | Ѩѩ               | Ѫѫ               | Ѭѭ               | Ѯѯ               | Ѱѱ               | Ѳѳ               | Ѵѵ               | Ѷѷ               | Ꙟꙟ               |                  |                  |                  |                  |                  |
| تاريخ • قديمة    |                  |                  |                  |                  |                  |                  |                  |                  |                  |                  |                  |                  |                  |                  |                  |                  |                  |                  |                  |                  |                  |                  |                  |